# David Bergmann

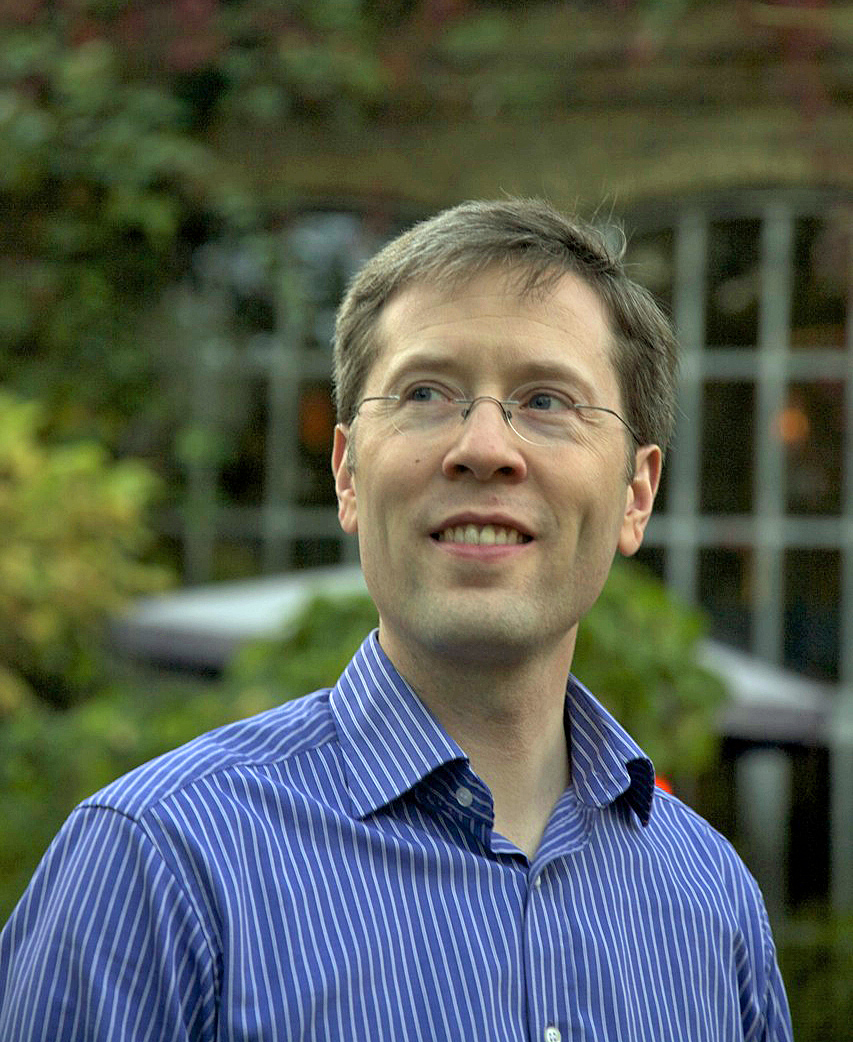
Der Autor David Bergmann bei einer Lesung in Hamburg im Oktober 2013

David Bergmann (* 1971 in Maria Stein, Ohio) ist ein US-amerikanischer Autor.

## Leben
Aufgewachsen ist David Bergmann in Maria Stein in Ohio. Nach einem BWL- und Geschichtsstudium an der University of Notre Dame zog er nach Chicago, wo er aus Spaß begann, nach der Arbeit Deutsch zu lernen. 
1996 zog er schließlich wegen seiner sich aus verschiedenen Aspekten entwickelten Passion für die deutsche Sprache nach Göttingen, um dort zu studieren. Nach einem Semester brach er das Studium aus Geldmangel ab und zog nach Hamburg, wo er eine Stelle als Prüfungsleiter in einer Wirtschaftsprüfergesellschaft bekam, die er noch heute besetzt.

## Bücher
Seine zwei Bücher handeln von seinen Erlebnissen mit der deutschen Sprache. Gleichzeitig erzählt er seine Biografie, die Schwerpunkte dabei natürlich auf sein Leben in Deutschland gesetzt. Bergmanns erstes Buch erreichte die Bestsellerliste des Spiegels. Im April 2012 erschien eine englische Übersetzung des ersten Buches.
- Der, die, was? Ein Amerikaner im Sprachlabyrinth, Rowohlt Taschenbuch, Reinbek 2007, ISBN 978-3-499-62250-2
- Wie, wer, das? Neue Abenteuer eines Amerikaners im Sprachlabyrinth, Rowohlt Taschenbuch, Reinbek 2009, ISBN 978-3-499-62492-6
- Take me to your Umlauts!: An American goes back to his German Roots, Blaupause Books, (?) 2012, ISBN 978-3-933-49818-2